# 柯爾特巨蟒左輪手槍
柯尔特巨蟒型（英文：Colt Anaconda）是一款由柯特製造公司所设计并生产的左轮手枪，可使用.44特種彈、.44麥格農、.45柯爾特子彈。

## 设计
巨蟒型结构简单，安全可靠，可輕易排除不發彈。除了握把以外均採用不鏽鋼精細加工，表面拋光，握把材質則有橡膠和木頭兩種，整體結構緊湊。枪管可以在4英寸、6英寸、8英寸之间更换。彈膛為一整體轉輪，上面設有6個供安裝子彈的彈槽，依次與槍管吻合，可行單發射擊。裝彈和退彈時，手槍彈巢自手槍左側退出，轉輪上的6個彈巢入口處的斜面加工精細，有利子彈平穩裝入。瞄準具有兩種，第一種為機械瞄準具，由大型的片狀星和表尺組成:第二種為光學夜視瞄準儀，於夜間使用。

## 销售
该型手枪于1990年开始销售，刚上市销售的型号出现了精准度上的问题，这一型号被暂停销售了一段时间。该问题后来被查明来自于枪管缺陷，修复了问题的手枪开始被重新销售。虽然发射具有巨大威力的子弹，但是该枪的后坐力相对而并不那么大。由于威力较大，该枪更适合于打猎和射击比赛。1999年该型号停止销售。

## 流行文化

### 電子遊戲
- 2002年—：重製版新增武器，名稱為「巴利的44麥格農」，威力強大可一發擊倒暴君，但無法補充子彈，6發用盡後即無法使用。
- 2007年—《穿越火線》：型號為.44麥格農8英吋槍管型，能裝彈6發。遊戲內命名為“ANACONDA”，有不同皮膚。（2018年）最新皮膚為“惡棍”。
- 2007年—：型號為.44麥格農6英寸槍管型，可使用單動或雙動式射擊（快速連續射擊時），奇怪的發射.50 AE子彈並能裝彈7發。中國大陸伺服器命名為“左輪軍魂”，台灣伺服器命名為“森蚺左輪”。
  - 值得注意的是，儘管此槍改變了口徑，但其槍管上仍然存在著「Colt Anaconda 44 Magnum」的刻文。
- 2009年—及重製版：為.44麥格農6英寸槍管型，命名為「.44麥林」，使用黑色握把，只能使用雙動式射擊。戰役模式中為謝波德將軍的隨身武器，玩家只能在遊戲通關後解鎖的“博物館”內使用。在聯機模式時於等級26解鎖，並可使用全金屬披甲彈、雙持及戰術刀。
- 2011年—：為.44麥格農6英寸槍管型，命名為「.44麥林」，使用木製握把，只能使用雙動式射擊。於聯機模式和生存模式中登場。在聯機模式時於等級46解鎖，並可使用雙持及戰術刀。而在生存模式則在等級20解鎖。
- 2015年—《惡靈古堡：啓示2》：命名為「Anaconda」，被歸類爲麥格農。只於突擊模式出現，會隨機掉落或者出現在商店。